# Скобенников Олексій Іванович
Олексій Іванович Скобенников (Скобейников) (4 травня 1885, місто Суздаль Владимирської губернії, тепер Владимирської області, Російська Федерація — жовтень 1941?, місто Москва, тепер Російська Федерація) — радянський діяч, революціонер. Член Центральної контрольної комісії ВКП(б) у 1925—1927 роках. 

## Життєпис
Народився в багатодітній родині дрібного торговця, батько рано помер.
З 1904 року брав участь в учнівському революційному русі. У 1905 році закінчив Кіржацьку вчительську семінарію Владимирської губернії. 
Член РСДРП з 1905 року.
У 1905 році жив у місті Суздалі, був членом Суздальської групи РСДРП. Учасник першої російської революції 1905—1907 років. З листопада по грудень 1905 року працював вчителем у селі Черкутіно Владимирського повіту, з роботи був звільнений зібранням мешканців села через антирелігійну пропаганду. З 1906 по січень 1907 року вчителював у селі Яновець Суздальського повіту, покинув посаду через загрозу арешту.
З січня 1907 року проживав у Владимирі, брав участь в діяльності нелегальної друкарні. На квартирі Скобенникова була штаб-квартира Владимирської військової організації РСДРП, яка підтримувала зв'язок із солдатами Владимирського гарнізону.
За активну революційну діяльність у квітні 1907 року заарештований, до серпня 1908 року сидів у в'язниці під слідством. У серпні 1908 року засуджений на 4 роки каторги, яку відбував з 1908 по 1911 рік у Владимирському, а з 1911 по 1912 рік — в Олександрівському каторжних централах. У лютому 1912 року висланий на поселення в Гутурську волость Іркутської губернії, працював столяром, вантажником і молотобойцем. З 1914 по березень 1917 року перебував на засланні в місті Іркутську, де працював конторником та був членом нелегальної Іркутської організації РСДРП. Після Лютневої революції 1917 року амністований.
Учасник Жовтневого перевороту 1917 року. Потім перебував на радянській та партійній роботі.
На 1925—1927 роки — керівник групи Центральної контрольної комісії ВКП(б) — Народного комісаріату робітничо-селянської інспекції СРСР.
Обирався членом Московської ради та Коопстрахспілки. З 1928 року був членом Московського відділення Всесоюзного товариства старих більшовиків.
До 1929 року — член президії Всесоюзної ради житлової кооперації в Москві.
З 1929 року працював заступником голови Всесоюзного бюро бавовняної кооперації в місті Ташкенті Узбецької СРР. Подальша доля невідома.
З 1937 року — персональний пенсіонер у Москві. За даними суздальських дослідників, помер у жовтні 1941 року в Москві, похований у загальній могилі, яка втрачена.
На честь Скобенникова названо вулицю в місті Суздалі Владимирської губернії.